# Donau-Ablach-Platten
Die Donau-Ablach-Platten stellen nach der Gliederung des Handbuchs der naturräumlichen Gliederung Deutschlands von Meynen/Schmithüsen (1953–1962) und den Verfeinerungen der Einzelblätter Sigmaringen, Ulm, Konstanz und Lindau die Haupteinheit 040 der Donau-Iller-Lech-Platte im Nördlichen Alpenvorland dar.

## Geologie
Die Donau-Ablach-Platten sind Teil des Altmoränenlandes und wurden durch die riß- und mindelzeitlichen Vereisungen des Rheingletschers geprägt. Es handelt sich um ein leicht welliges Hügelland, das durch Gletscherbecken, Schmelzwasserrinnen und Drumlins geformt wurde. Die Landschaft unterteilt sich in drei Einheiten, nämlich das Altmoränenland, die Täler der zur Donau entwässernden großen Flüsse sowie die ehemaligen Gletscherbecken des Riedlinger Beckens und des Federseebeckens.
Geologische Grundlage bilden der obere Weiße Jura und Schichten des Tertiärs. Die typischen Böden sind Parabraunerden großer Entkalkungstiefe und Staunässeböden in den Tälern und Senken. Auf den Moränenflächen herrschen günstige Bodenverhältnisse vor, aufgrund der Bodengunst besteht die vorwiegende Nutzung im Ackerbau. Auf den Moränenrücken und in Hanglagen hat auch die Forstwirtschaft eine große Bedeutung, die ursprünglichen Laubmischwälder wurden zunehmend von Fichtenwäldern verdrängt. In den feuchten und nassen Standorten der Auen und Becken wird hingegen Wiesen- und Weidewirtschaft betrieben.

## Geographie
Nach dem Handbuch der naturräumlichen Gliederung Deutschlands haben die Donau-Ablach-Platten eine Größe von 939,60 km². Nach der Definition der Landesanstalt für Umwelt, Messungen und Naturschutz Baden-Württemberg umfassen sie rund 953 km². Bei einer geringen Besiedlungsdichte von 110 Einwohnern je km² leben dort rund 104.000 Menschen. Das Bundesamt für Naturschutz spricht von einer Fläche von 811 km². Im Nordwesten begrenzt der Albrand, im Süden der Jungendmoränenwall und im Osten die Wasserscheide zwischen Donau und Riß die Donau-Ablach-Platten. Im Nordosten wird die Ausdehnung des Naturraumes vom weitesten Vorstoß des Rheingletschers bestimmt. Das Altmoränenland steigt von Norden (550 m) nach Süden (700 m) an, wird im Norden jedoch von der Schwäbischen Alb überragt. Das Gebiet untergliedert sich wie folgt:
- 040 Donau-Ablach-Platten
  - 040.0 Riedlinger Becken
    - 040.00 Donautalboden des Riedlinger Beckens
    - 040.01 Niederterrasse ostwärts Mengen
    - 040.10 Altmoränen nördlich der Donau
    - 040.11 Riedlinger Platten

  - 040.2 Saulgauer Altmoränenplatten
    - 040.20 Unlinger Platten
    - 040.21 Kanzachplatten
    - 040.22 Uttenweiler Platten
    - 040.23 Schwarzachtal
    - 040.24 Fulgenstädter Platten
    - 040.25 Federseebecken (Federseer Ried)
    - 040.26 Ostrachrinne

  - 040.3 Ablach-Andelsbach-Platten (Meßkircher Altmoränenplatten)
    - 040.30 Weithart-Platten (nach Blatt 178 Sigmaringen) bzw. Rosnaer Platten (nach Blatt 179 Ulm)
      - 040.300 Meßkircher Albsaum (Heubergsaum)
      - 040.301 Andelsbachplatten

    - 040.40 Heudorf-Zoznegger Bergland

## Naturschutz
Der überregionale Erholungsdruck ist gering und hat nur in der Umgebung des Erholungsortes Saulgau eine landschaftsbestimmende Wirkung. Das Gebiet ist Altsiedelland. Die naturschutzfachliche Bedeutung ist aufgrund des hohen Anteils intensiv genutzter Acker- und Wiesenlandschaften gering. Regional wichtige Gebiete können jedoch die Vernässungsstandorte und Feuchtlebensräume der Täler sein. Die größeren Fließgewässer sind größtenteils naturfern gestaltet. Der hohe Waldanteil ist zumeist fichtendominiert und artenarm. Dementsprechend gering ist der Flächenanteil der naturschutzfachlichen Ausweisungen:
| Schutzgebietsanteile           | % Gesamtlandschaftsfläche |
| FFH-Gebiete                    | 1,96                      |
| Europäische Vogelschutzgebiete | 0,97                      |
| Naturschutzgebiete             | 0,81                      |
| Sonstige Schutzgebiete         | 0                         |
| Effektiver Schutzgebietsanteil | 2,93                      |

Quelle: Bundesamt für Naturschutz, Stand: 2010